# Französische Meisterschaften im Skispringen 2014
Die französischen Meisterschaften im Skispringen 2014 fanden vom 27. bis zum 30. März in Prémanon auf der Normalschanze Les Tuffes statt. Die Wettkämpfe waren Teil der französischen nordischen Skimeisterschaften in Prémanon, Les Rousses, Lamoura und Bois-d’Amont im Département Jura, bei denen neben den Skisprungwettbewerben auch Wettkämpfe im Biathlon, Skilanglauf und der Nordischen Kombination abgehalten wurden. Die Einzelspringen wurden von Ronan Lamy Chappuis und Coline Mattel gewonnen. Juniorenmeister wurde Julien Faivre-Rampant. Beim Teamspringen ging das heimische Team aus dem Skikomitee Jura (Region Franche-Comté) siegreich hervor. Als Assistent des Technischen Delegierten fungierte Fabrice Guy.

## Austragungsort
| \| Prémanon \| |
| Prémanon       |

| Prémanon |

## Programm und Zeitplan
Die französischen Meisterschaften im Skispringen fanden gemeinsam mit jenen in der Nordischen Kombination, im Biathlon sowie im Skilanglauf statt. Die folgende Tabelle führt jedoch lediglich den Zeitplan der Skisprungwettbewerbe an:
| Datum         | Uhrzeit | Ereignis                |
| ------------- | ------- | ----------------------- |
| Do., 27. März | 10:00   | Freies Training         |
| Fr., 28. März | 08:00   | Erster Durchgang Einzel |
| Fr., 28. März | 09:15   | Erster Durchgang Einzel |
| Fr., 28. März | 14:00   | Preisverleihung         |
| Sa., 29. März |         | Freier Tag              |
| So., 30. März | 09:00   | Offizielles Training    |
| So., 30. März | 09:45   | Erster Durchgang Team   |
| So., 30. März | 10:45   | Finaldurchgang Team     |
| So., 30. März | 16:45   | Preisverleihung         |

## Ergebnisse

### Frauen Einzel
Am Einzelspringen der Frauen nahmen fünf Athletinnen teil.
| Platz | Name            | Verein           | Weite 1 | Weite 2 | Punkte |
| ----- | --------------- | ---------------- | ------- | ------- | ------ |
| 01.   | Coline Mattel   | CS Courchevel    | 71,0 m  | 71,5 m  | 209,2  |
| 02.   | Julia Clair     | SC Xonrupt       | 67,5 m  | 73,5 m  | 202,4  |
| 03.   | Léa Lemare      | CS Courchevel    | 66,5 m  | 67,5 m  | 184,0  |
| 04.   | Marie Hoyau     | SC Saint-Gervais | 56,0 m  | 56,0 m  | 117,4  |
| 05.   | Marine Bressand | CS Chamonix      | 49,5 m  | 47,0 m  | 079,3  |

### Männer Einzel
Am Einzelspringen der Männer nahmen 57 Athleten, darunter zwei Schweizer teil. Nachdem Ronan Lamy Chappuis nach dem ersten Durchgang noch Vierter war, sprang er mit dem weitesten Sprung des Finaldurchgangs (77 Meter) zu seinem ersten Einzeltitel. Vincent Descombes Sevoie, der mit 77,5 Metern am weitesten Sprang und zwischenzeitlich in Führung lag, konnte seinen Titel zwar nicht verteidigen, jedoch als Zweiter eine weitere Medaille gewinnen. Darüber hinaus fand anhand der folgenden Ergebnisse auch die Vergabe des Juniorenmeistertitels statt. Die Wertung führte Gabriel Karlen, der allerdings als Schweizer außerhalb der Wertung sprang. Somit gewann Julien Faivre-Rampant.
| Platz | Name                     | Verein           | Weite 1 | Weite 2 | Punkte |
| ----- | ------------------------ | ---------------- | ------- | ------- | ------ |
| 01.   | Ronan Lamy Chappuis      | SC Bois d’Amont  | 76,0 m  | 77,0 m  | 229,2  |
| 02.   | Vincent Descombes Sevoie | CS Chamonix      | 77,5 m  | 76,0 m  | 228,8  |
| 03.   | Nicolas Mayer            | CS Courchevel    | 75,5 m  | 74,0 m  | 222,5  |
| 04.   | Jason Lamy Chappuis      | SC Bois d’Amont  | 76,0 m  | 72,0 m  | 217,2  |
| —     | Gabriel Karlen           | SC Gstaad        | 76,0 m  | 74,0 m  | 208,8  |
| 05.   | Alexandre Mabboux        | SC Grand-Bornand | 75,0 m  | 70,5 m  | 208,2  |
| 06.   | Julien Faivre-Rampant    | SC Les Fourges   | 72,0 m  | 72,5 m  | 205,3  |
| 07.   | Jonathan Learoyd         | CS Courchevel    | 71,5 m  | 72,0 m  | 205,3  |
| 08.   | Samuel Guy               | A.S Mouthe       | 73,0 m  | 70,5 m  | 203,8  |
| 09.   | Jérémy Pointu            | RC Chaux-Neuve   | 72,0 m  | 71,0 m  | 202,2  |
| 10.   | Geoffrey Lafarge         | CS Chamonix      | 72,0 m  | 71,5 m  | 201,8  |
| 11.   | Sébastien Lacroix        | SC Bois d’Amont  | 71,5 m  | 72,0 m  | 200,8  |
| 12.   | François Braud           | CS Chamonix      | 70,0 m  | 72,0 m  | 199,5  |
| 13.   | Wilfried Cailleau        | SC Morzine       | 71,0 m  | 69,5 m  | 195,7  |
| 14.   | Paul Brasme              | US Ventron       | 70,5 m  | 68,5 m  | 191,9  |
| 15.   | Nicolas Didier           | SC Xonrupt       | 69,5 m  | 69,5 m  | 191,4  |

### Team
Das Teamspringen fand zum Abschluss der Meisterschaften am 30. März statt. Es waren 12 Teams am Start. Es traten überwiegend reine Männer-Teams an, jedoch nahmen vereinzelt auch gemischte Teams am Wettkampf teil.
| Platz | Team         | Namen                                                                      | Punkte | Gesamt |
| ----- | ------------ | -------------------------------------------------------------------------- | ------ | ------ |
| 01.   | Jura I       | Ronan Lamy Chappuis Jason Lamy Chappuis Samuel Guy Julien Faivre-Rampant   |        |        |
| 02.   | Mont Blanc I | Alexandre Mabboux François Braud Vincent Descombes Sevoie Geoffrey Lafarge |        |        |
| 03.   | Vosges I     | Maxime Laheurte Nicolas Didier Paul Brasme David Viry                      |        |        |
| 04.   | Jura II      | Théo Hannon Hugo Buffard Sébastien Lacroix Jérémy Pointu                   |        |        |
| 05.   | Savoie I     | Mathis Contamine Nicolas Mayer Jonathan Learoyd Léa Lemare                 |        |        |